# Aeta

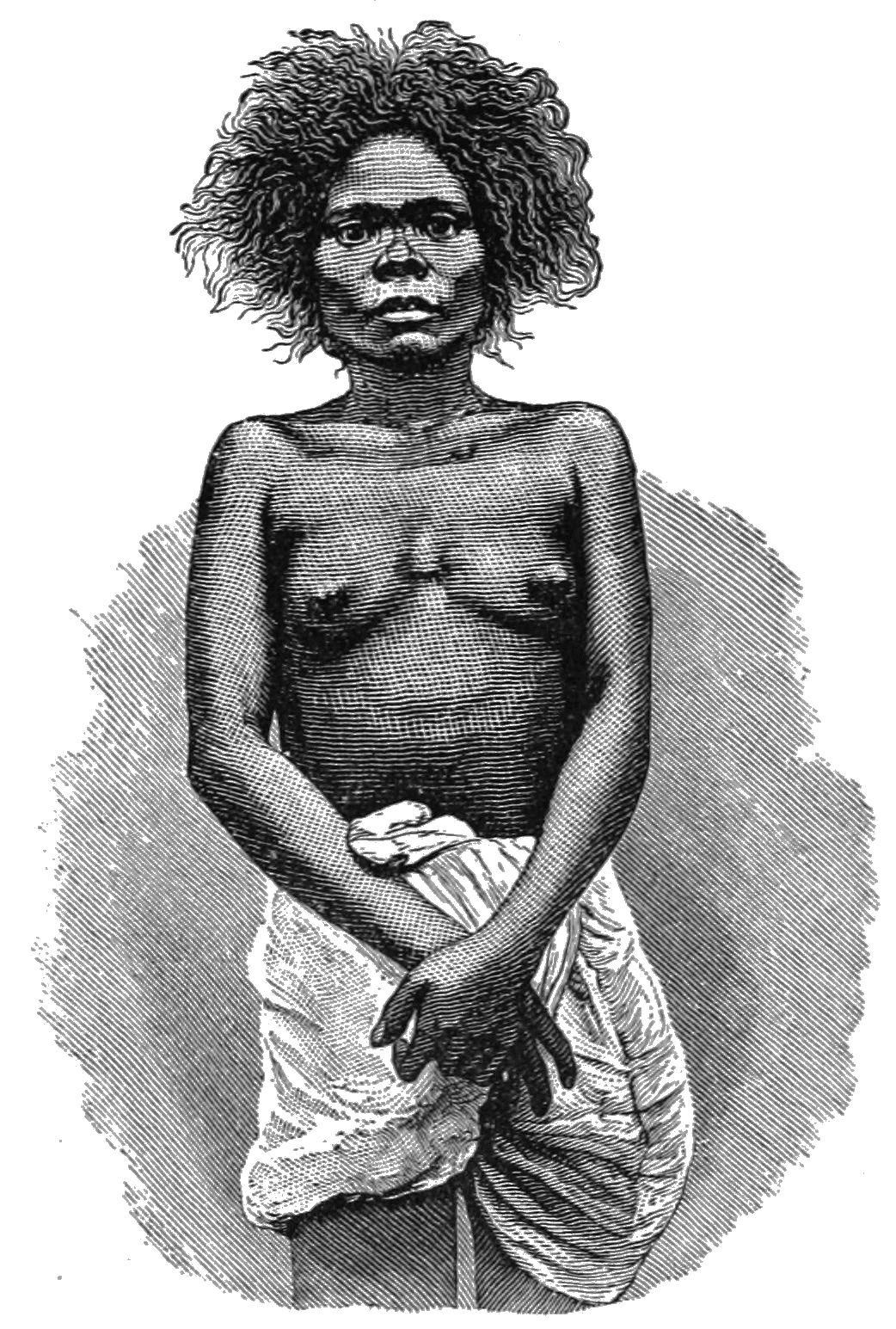
Femme Aeta des Philippines. Illustration parue dans Popular Science en 1881

Les Aetas sont une population vivant dans la partie nord des Philippines sur l'île de Luçon. On suppose qu'il s'agit des habitants indigènes des Philippines, présents bien avant l'arrivée des Austronésiens venus de Taïwan il y a 4 000 ans.
Les Espagnols ont surnommé cette population « Negritos », en raison de leur petite taille et leur apparence physique qu'ils trouvaient semblable à celle des Africains.

## Origine
Certains anthropologues rattachent les Aetas, qui sont génétiquement distincts des Austronésiens, aux Andamanais autochtones dans l'océan Indien et aux Semang (en) de Malaisie.
Une autre théorie sur l'origine des Aetas avance qu'ils sont les descendants des premiers habitants des Philippines qui arrivèrent il y a 30 000 ans, lorsque le niveau des mers était beaucoup plus bas qu'aujourd'hui et que les îles étaient reliées au continent asiatique. Les Aetas sont longtemps restés insoumis à la loi coloniale espagnole, se réfugiant dans les montagnes.
Des recherches génétiques sur un échantillon de plus de 1 000 individus choisis parmi les Aeta, les Mamanwa de Mindanao et quatre autres groupes de Négritos des Philippines ont montré que :
1. Les Négritos examinés, à l'exception des Mamanwa, forment un même groupe,
2. Il n'y a pas de relation étroite entre les Négritos et les Africains,
3. Les Négritos des Philippines sont plus proches des autres populations d'Asie du Sud-Est que des Aborigènes d'Australie et des habitants de la Nouvelle-Guinée.

Les Négritos descendent de populations installées dès la fin du Pléistocène (qui s'est terminé il y a quelque 11 000 ans, donc avant l'arrivée des Austronésiens). Toutefois, l'absence chez les Aetas de marqueurs génétiques présents chez les Mamanwa suggèrent que ces deux groupes, bien que classés « Négritos », proviennent de migrations différentes.
Le phénotype des Négritos a évolué en se spécialisant avec une petite taille, probablement par adaptation à la forêt humide tropicale.

## Langue
Les différents groupes des Aetas parlent des langues austronésiennes qui forment un sous-groupe, dit « sambalique (en) », dans le groupe des langues « Luçon central » du rameau des langues philippines de la branche malayo-polynésienne des langues austronésiennes.
Dans le groupe « Luçon central » figure également la langue des Pampangan, qui ne sont pas des Aetas.
Une étude a révélé un ensemble de termes du vocabulaire des langues des Aeta qui révèle une base non austronésienne. Il est donc fortement probable que les Aeta ont adopté la langue de leurs voisins.

## Culture
Il y a différents points de vue sur la religion des Aetas, certains soutiennent qu'ils sont monothéistes, les aetas du Pinatubo croient par exemple en être suprême nommé Apo Namalyari. Mais il y a aussi des caractéristiques animistes, toujours chez les Aetas du Pinatubo, des esprits nommés « anito » ou « kamana » hantent les forêts, les rivières, les montagnes ou les vallées.

« Malgré tout le mal que les Blancs leur ont fait, ces "Négritos" sont restés doux et bienveillants à l'égard de leurs persécuteurs, mais c'est entre eux surtout que se manifestent les vertus de la race. Les membres de la tribu se sentent tous frères, si bien qu'à la naissance d'un enfant, la grande famille se réunit en son entier pour décider du nom de bon-augure que recevra le nouveau-né.
Les unions conjugales, toujours monogamiques, dépendent de la libre volonté des époux. On soigne les malades, les enfants, les vieillards avec un dévouement parfait, nul n'exerce de pouvoir, mais on s'incline volontiers devant l'ancien pour lui témoigner le respect dû à son expérience et à son grand âge »

— Elisée Reclus dans L'Homme et la Terre (chapitre Progrès) d'après deux ouvrages: Die Philippinen und ihre Bewohner de Karl Gottfried Semper et Versuch einer Ethnographie der Philippinen. Erganzungsheft zu den Pet. Mit., n° 67 par Ferdinand Blumentritt (1853-1913), (ami de José Rizal)

## Personnalités
- Norman King, d'une famille pauvre de sept enfants d' Angeles (province de Pampanga), est le premier indigène Aeta à obtenir un diplôme universitaire (Bachelor of Arts en sciences du comportement (Behavioral Sciences) : Anthropologie, Psychologie, Sociologie) au College of Arts and Sciences à l'Université des Philippines, une des premières universités d'État des Philippines  [4],[5].